# Josh Christopher
Joshua Evan Christopher, detto Josh (Carson, 8 dicembre 2001), è un cestista statunitense, professionista nella NBA.

## Biografia
È il fratello minore di Patrick Christopher, anch'egli cestista.

## Carriera
Dopo aver trascorso una stagione con gli ASU Sun Devils, nel 2021 si dichiara eleggibile per il Draft NBA, venendo chiamato con la ventiquattresima scelta assoluta dagli Houston Rockets.

## Statistiche

### NCAA
| Anno      | Squadra        | PG | PT | MP   | TC%  | 3P%  | TL%  | RP  | AP  | PRP | SP  | PP   |
| --------- | -------------- | -- | -- | ---- | ---- | ---- | ---- | --- | --- | --- | --- | ---- |
| 2020-2021 | ASU Sun Devils | 15 | 15 | 29,7 | 43,2 | 30,5 | 80,0 | 4,7 | 1,4 | 1,5 | 0,5 | 14,3 |
| Carriera  | Carriera       | 15 | 15 | 29,7 | 43,2 | 30,5 | 80,0 | 4,7 | 1,4 | 1,5 | 0,5 | 14,3 |

#### Massimi in carriera
- Massimo di punti: 28 vs Villanova (26 novembre 2020)[5]
- Massimo di rimbalzi: 11 vs UCLA (7 gennaio 2021)
- Massimo di assist: 4 vs Oregon State (16 gennaio 2021)
- Massimo di palle rubate: 4 vs Texas-El Paso (16 dicembre 2020)
- Massimo di stoppate: 4 vs Southern Methodist (7 gennaio 2021)
- Massimo di minuti giocati: 44 vs UCLA (7 gennaio 2021)

### NBA
| Anno      | Squadra         | PG  | PT | MP   | TC%  | 3P%  | TL%  | RP  | AP  | PRP | SP  | PP  |
| --------- | --------------- | --- | -- | ---- | ---- | ---- | ---- | --- | --- | --- | --- | --- |
| 2021-2022 | Houston Rockets | 74  | 2  | 18,0 | 44,8 | 29,6 | 73,5 | 2,5 | 2,0 | 0,9 | 0,2 | 7,9 |
| 2022-2023 | Houston Rockets | 64  | 2  | 12,3 | 46,5 | 23,6 | 75,0 | 1,1 | 1,1 | 0,5 | 0,2 | 5,8 |
| 2024-2025 | Miami Heat      | 14  | 0  | 4,9  | 35,5 | 18,2 | 66,7 | 0,6 | 0,6 | 0,4 | 0,2 | 2,0 |
| Carriera  | Carriera        | 152 | 4  | 14,4 | 45,1 | 27,3 | 73,7 | 1,8 | 1,5 | 0,7 | 0,2 | 6,5 |

#### Massimi in carriera
- Massimo di punti: 30 vs Minnesota Timberwolves (3 aprile 2022)[6]
- Massimo di rimbalzi: 8 vs Brooklyn Nets (5 aprile 2022)
- Massimo di assist: 7 (2 volte)
- Massimo di palle rubate: 5 vs Sacramento Kings (30 marzo 2022)
- Massimo di stoppate: 2 (7 volte)
- Massimo di minuti giocati: 33 vs New York Knicks (16 dicembre 2021)

### G League
| Anno      | Squadra           | PG | PT | MP   | TC%  | 3P%  | TL%  | RP  | AP  | PRP | SP  | PP   |
| --------- | ----------------- | -- | -- | ---- | ---- | ---- | ---- | --- | --- | --- | --- | ---- |
| 2021-2022 | R.G.V. Vipers     | 3  | 3  | 32,9 | 45,5 | 30,0 | 90,0 | 6,3 | 6,0 | 2,0 | 1,0 | 22,0 |
| 2022-2023 | R.G.V. Vipers     | 5  | 5  | 34,4 | 56,0 | 28,6 | 66,7 | 5,0 | 6,8 | 1,4 | 1,0 | 25,2 |
| 2023-2024 | S.L.C. Stars      | 19 | 19 | 29,1 | 46,8 | 36,6 | 81,6 | 4,9 | 5,9 | 1,6 | 0,8 | 17,9 |
| 2023-2024 | S. Falls Skyforce | 18 | 7  | 27,4 | 44,3 | 32,7 | 90,5 | 4,2 | 2,7 | 1,4 | 0,5 | 15,8 |
| 2024-2025 | S. Falls Skyforce | 36 | 34 | 35,9 | 44,3 | 31,4 | 79,3 | 5,4 | 4,2 | 2,1 | 0,7 | 23,5 |
| Carriera  | Carriera          | 81 | 68 | 32,2 | 45,5 | 32,3 | 80,7 | 5,0 | 4,5 | 1,8 | 0,7 | 20,5 |